# Arenetra leucotaenia
Arenetra leucotaenia är en stekelart som beskrevs av Henry Lorenz Viereck 1905. Arenetra leucotaenia ingår i släktet Arenetra och familjen brokparasitsteklar. Inga underarter finns listade.